# Edoardo Bove
Edoardo Bove (* 16. Mai 2002 in Rom) ist ein italienischer Fußballspieler. Der Mittelfeldspieler steht bei der AS Rom unter Vertrag und ist aktuell an die AC Florenz ausgeliehen.

## Karriere

### Verein
Bove, der väterlicherseits Wurzeln in Neapel und mütterlicherseits auch in Deutschland hat (seine Mutter ist eine Italo-Deutsche), wurde in Rom geboren und spielte in seiner Kindheit zunächst für den kleinen Verein Boreale don Orione im Nordwesten der italienischen Hauptstadt. Dessen Heimstätte befindet sich unweit des Olympiastadions, in dem die großen Römer Vereine AS Rom und Lazio Rom ihre Heimspiele austragen. Nachdem er ein Probetraining unter dem ehemaligen Fußballspieler Bruno Conti bestanden hatte, wechselte er 2012 in die Jugend der AS Rom, in der er sämtliche Altersklassen durchlief. Wenige Tage vor seinem 19. Geburtstag gab Bove am 9. Mai 2021 unter Trainer Paulo Fonseca sein Profidebüt im Serie-A-Spiel gegen den FC Crotone. Zur Folgesaison 2021/22 wurde er unter Fonsecas Nachfolger José Mourinho fest in den Kader der Profis aufgenommen. In seiner ersten Saison kam Bove zu elf Ligaeinsätzen als Einwechselspieler, wobei ihm am 19. Februar 2022 mit dem Tor zum 2:2-Endstand im Spiel gegen Hellas Verona sein erstes Tor im Profifußball gelang. Im letzten Gruppenspiel der UEFA Europa Conference League am 9. Dezember 2021 gegen ZSKA Sofia gab Bove zuvor sein Startelfdebüt für die AS Rom. Die Römer gewannen am Ende der Saison die Erstauflage des internationalen Wettbewerbs, wobei Bove jedoch nur noch zu einem Kurzeinsatz im Achtelfinale gegen Vitesse Arnheim kam. In der Saison 2022/23 blieb Bove zunächst Ergänzungsspieler, kam gegen Ende der Saison jedoch zu mehreren Startelfeinsätzen.
Zur Saison 2024/25 wechselte Edoardo Bove auf Leihbasis mit Kaufpflicht unter bestimmten Bedingungen zur AC Florenz. In einem Ligaspiel gegen Inter Mailand am 1. Dezember 2024 kollabierte Bove und musste anschließend intensivmedizinisch behandelt werden.

### Nationalmannschaft
Bove durchlief seit der U16 mehrere italienische Nachwuchsnationalmannschaften und spielt derzeit für die U-21-Auswahl. Bei der U-21-Europameisterschaft 2023 in Georgien und Rumänien kam er in einem Gruppenspiel gegen die Auswahl der Schweiz zum Einsatz.

## Persönliches
Bove studiert an der Libera Università Internazionale degli Studi Sociali in Rom Wirtschaft und Management.